# Szütsy Lóránt
Szütsy Lóránt (Pozsony, 1914. június 26. – Nagytapolcsány, 1991. augusztus 10.) vadászíró, tanár.

## Élete
Szülővárosában a Pozsonyi Magyar Gimnáziumban érettségizett, majd bölcsészeti tanulmányait Prágában (Testnevelési Főiskola) és Pozsonyban végezte.
1936–1945 között a Pozsonyi Magyar Reálgimnázium tanára, a gimnázium szülői tanácsának pénztárosa. Tornát, német nyelvet, földrajzot és történelmet tanított. 1938-ban bevonult. 1944-ben részt vett a Szlovák nemzeti felkelésben, Bártfa környékén harcolt mint harckocsi elhárító tüzér. A háború után másfél évig lakatosként dolgozott, majd 1946 szeptemberétől 1975 júniusáig a nagytapolcsányi szlovák gimnáziumban német nyelvet és testnevelést, illetve angol, francia és latin nyelvet tanított.
Fia Lóránt a nagytapolcsányi gimnáziumban érettségizett. Leszármazottai Svájcban élnek.
Cikkei főként vadászati lapokban jelentek meg: Vadászlap, Poľovníctvo a rybárstvo, Nimród. A vadászat mellett fényképezett is.
Tanítványa volt többek között Ébert Tibor szlovákiai magyar író, költő, kritikus, esztéta, zeneművész.

## Művei
- 1968-ban szlovák–német vadászati szótárt is szerkesztett: Slovensko-nemecký a nemecko-slovenský poľovnícky slovník
- 1973 A gyűrű. Vasárnapi Új Szó 1973. augusztus 26.
- 1980 Boldog vadászévek (emlékezések)